# Associação Comercial de Porto Alegre

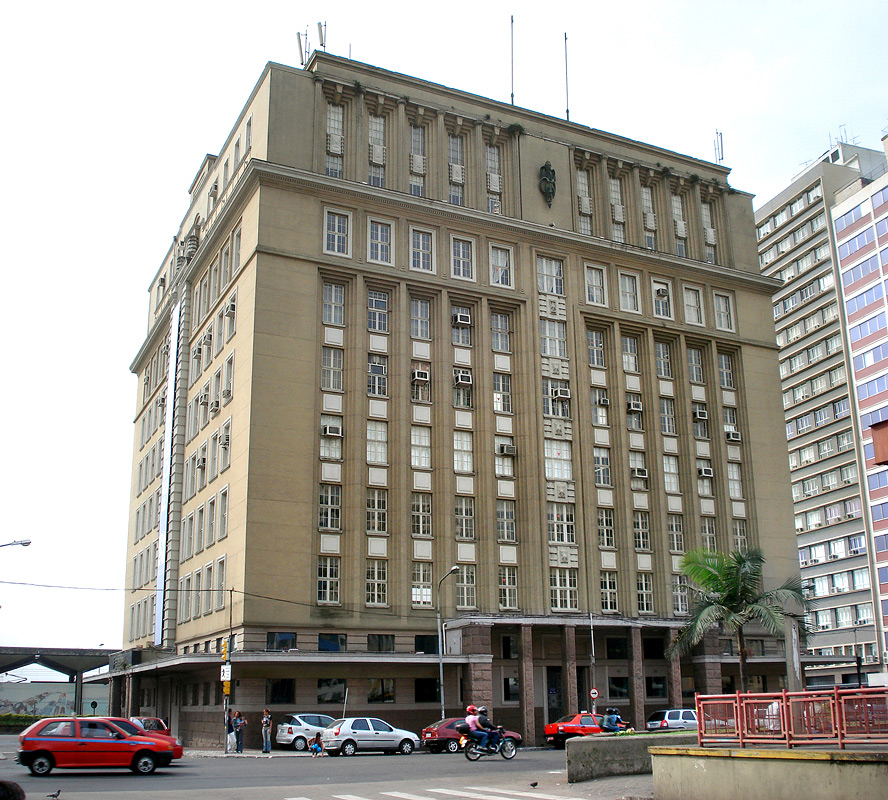
Palácio do Comércio

Associação Comercial de Porto Alegre (ACPA) é uma entidade histórica e de classe, representando os interesse de lojistas e comerciantes da cidade brasileira de Porto Alegre.
Fundada em 14 de fevereiro de 1858 com o nome de Praça do Comércio, foi constituída oficialmente em assembleia reunida em 9 de maio do mesmo ano. Sua primeira diretoria foi composta por Lopo Gonçalves Bastos (presidente), Miguel Heinssen, João Batista Ferreira de Azevedo, João Guilherme Ferreira, Bernardo José Barbosa, Inácio José Ferreira de Moura, José Hébert, Luís Afonso de Azambuja e Francisco de Lemos Pinto Filho.
A Praça do Comércio desempenhou importante papel na regulamentação do setor e lutou pela melhoria das comunicações postais e telegráficas e das ferrovias, e pelo alargamento da barra de Rio Grande, por onde entrava no estado todo o tráfego marítimo. Por longos anos combateu a prática do contrabando pela fronteira do Uruguai, e obteve do Ministério da Fazenda uma taxa fiscal especial para o estado do Rio Grande do Sul.
Em 1919 a Praça do Comércio adotou a atual denominação e depois de ocupar diversas sedes ao longo do tempo, em 1940 foi inaugurado o Palácio do Comércio, sede definitiva da entidade, inaugurado em 14 de novembro de 1940 com a presença do presidente Getúlio Vargas.